# Sheshonq IIb
Pour les articles homonymes, voir Sheshonq.
Sheshonq IIb est un pharaon obscur de la XXIIe dynastie, ayant régné à un moment indéterminé entre Osorkon Ier et Osorkon II.

## Généalogie
S'il faisait très probablement partie de la famille royale, ses liens avec les autres membres sont inconnus.

### Épouse et fils
Une reine nommée Pentreshmès, dont le royal mari se nommait Sheshonq, et son fils, Nimlot, général et dont les quelques attestations ont été trouvées près de Léontopolis, pourraient être respectivement une épouse et un fils du roi Sheshonq II. Toutefois, ceci est loin d'être certain.

## Règne
Rien n'est connu de son règne. Son existence n'est attestée que par un linteau trouvé à Bubastis et un ostracon provenant d'Abydos. Manéthon place entre les règnes d'Osorkon Ier et de Takélot Ier trois règnes intercalaires, dont le sien faisait très probablement partie.